# ハリウッドダービー
ハリウッドダービー（Hollywood Derby）は、アメリカ合衆国のデルマー競馬場にて開催される競馬の競走である。

## 概要
西海岸の3歳芝路線の最強馬決定戦に位置づけられている、芝の中距離GI。西海岸の3歳馬が主な出走馬だが、ケンタッキーダービーなどのダートGIや、その前哨戦などのオールウェザーで結果を残せなかった3歳馬が挑んでくることも多い。またヨーロッパのクラシック路線で2着や3着だったような馬が購買されてアメリカに転厩してくる試金石のようなレースの性格も帯びている。
2013年まではハリウッドパーク競馬場で開催されていたが、同競馬場の閉鎖により、2014年からはデルマー競馬場で開催される。

## 近年の勝ち馬
- 2024 Formidable Man
- 2023 Program Trading
- 2022 Speaking Scout
- 2021 Beyond Brilliant
- 2020 Domestic Spending
- 2019 Mo Forza
- 2018 Raging Bull
- 2017 Mo Town
- 2016 Annals of Time
- 2015 Chiropractor
- 2014 California Chrome
- 2013 Seek Again
- 2012 Unbridled Command
- 2011 Ultimate Eagle
- 2010 Haimish Hy
- 2009 The Usual Q.T.
- 2008 Court Vision
- 2007 Daytona
- 2006 Showing Up
- 2005 中止
- 2004 Good Reward
- 2003 Sweet Return
- 2002 Johar
- 2001 Denon